# Châtillon (Vienne)
Châtillon ist eine Commune déléguée in der französischen Gemeinde Valence-en-Poitou mit 220 Einwohnern (Stand: 1. Januar 2022) im Arrondissement Montmorillon, im Département Vienne in der Region Nouvelle-Aquitaine (vor 2016: Poitou-Charentes). Die Einwohner werden Châtillonnais genannt.
Am 1. Januar 2019 wurde die Gemeinde Châtillon mit vier weiteren zur Commune nouvelle Valence-en-Poitou zusammengelegt. Die Gemeinde Châtillon war Teil des Kantons Lusignan (bis 2015: Kanton Couhé).

## Geographie
Châtillon liegt etwa 31 Kilometer südsüdwestlich von Poitiers am Fluss Dive. Umgeben wird Châtillon von den Nachbargemeinden Payré im Norden, Ceaux-en-Couhé im Osten, Couhé im Süden sowie Rom im Westen.
Durch die Gemeinde führt die Route nationale 10.

## Bevölkerungsentwicklung
| Jahr                      | 1962 | 1968 | 1975 | 1982 | 1990 | 1999 | 2006 | 2013 |
| Einwohner                 | 113  | 115  | 90   | 91   | 102  | 119  | 199  | 244  |
| Quelle: Cassini und INSEE |      |      |      |      |      |      |      |      |